# نارسي
نارسي أو نرسه كان أحد النبلاء الإيرانيين الذي شغل منصب الحاكم الساساني لكسكر.

## سيرته

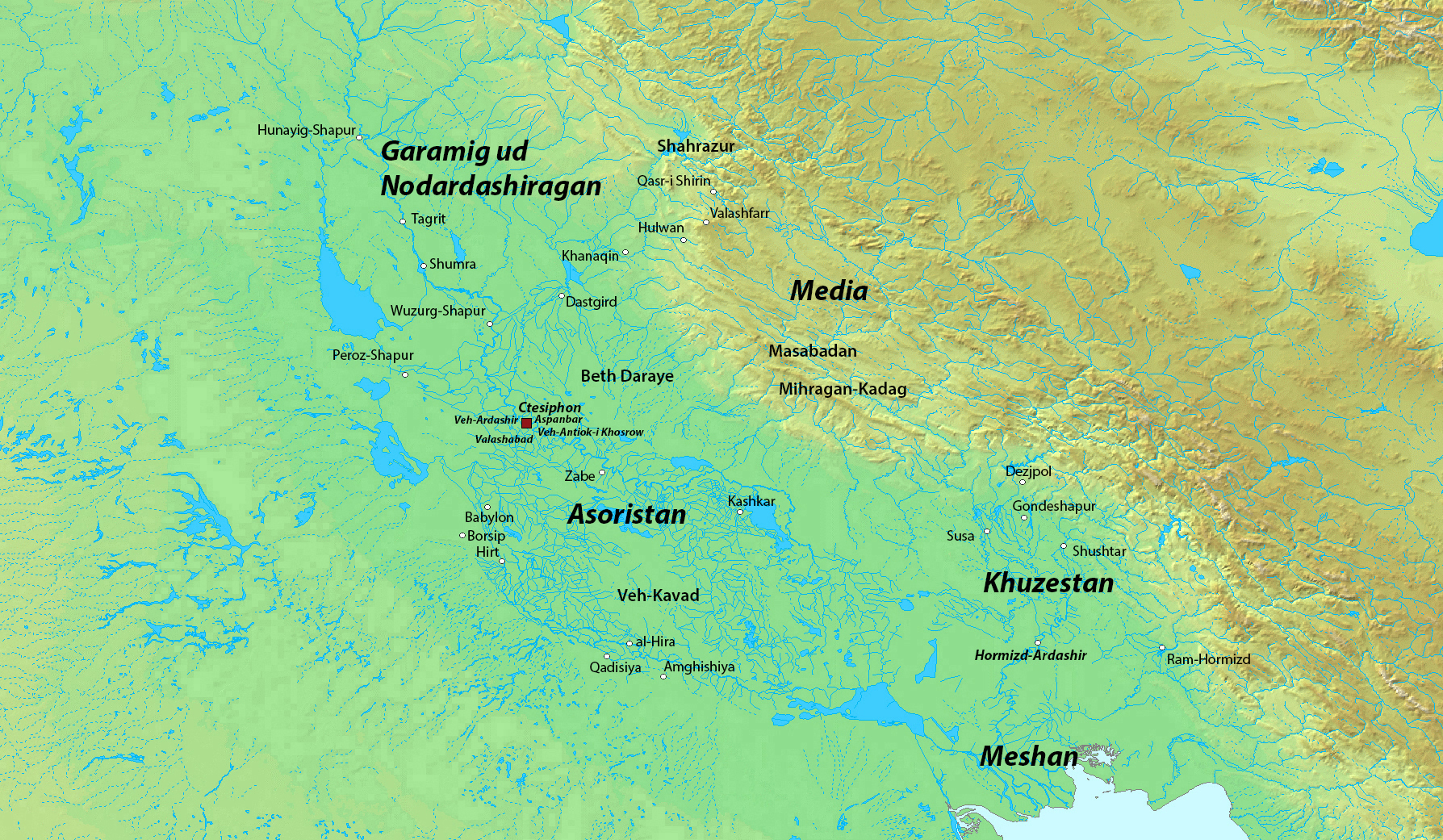
خريطة بلاد ما بين النهرين الساسانية والمناطق المحيطة بها.

تم ذكر نارسي لأول مرة في عام 628، وكان هو وشقيقه ماحاذر غوشناسب، ابنًا لشخص يدعى جشناس (غوشناسب)، وسيدة نبيلة من آل إسباهبودان لم يُذكر اسمها، وكانت أخت ويستهم وفندوييه. في عام 628، في عهد أردشير الثالث، مُنح نارسي كسكر كجزء من ممتلكاته، بينما تم انتخاب شقيقه ماه آذر غوشناسب وزيرًا للإمبراطورية، وأدار الإمبراطورية بشكل كبير.  بعد عام واحد، عندما بدأ الاستقرار والسلام على ما يبدو، تمرد شهربراز بقوة قوامها 6,000 رجل، وسار نحو قطسيفون وحاصر المدينة.
لكن شهربراز لم يتمكن من الاستيلاء على المدينة، ثم تحالف مع بيروز خسرو، زعيم الفصيل البارسي، والوزير السابق للإمبراطورية في عهد والد أردشير، قباد الثاني. كما قام بتحالف مع نامدار غوشناسب، إصبهبذ نيمروز. تمكن شهربراز، بمساعدة هذين الشخصين القويين، من الاستيلاء على قطسيفون، وأعدم أردشير الثالث مع ماه آذر غوشناسب، شقيق نارسي. وبعد أربعين يومًا، قُتل شهربراز على يد فرخ هرمز، أحد أقارب نارسي، الذي جعل بوران دخت، ابنة كسرى الثاني، تتولى العرش.
بعد فترة من الانقلابات والثورات، توّج يزدجرد الثالث ملكًا على الإمبراطورية الساسانية عام 632 في إصطخر. وبانضمامه، انتهت الحرب الأهلية في بلاد فارس. ومع ذلك، بعد عام واحد، غزا العرب المسلمون بلاد فارس، وبحلول عام 634، كانوا يقتربون من قطسيفون، عاصمة الإمبراطورية الساسانية. ثم أرسله رستم فرخزاد والذي هو أحد أقاربه مع جابان لمواجهة العرب في النمارق، وهي مدينة قريبة من الكوفة. لكن نارسي وجابان هُزموا. ثم فر نارسي مع جيشه إلى منطقته في كسكر. ثم أمر رستم نارسي: "[اذهب] إلى عقارك واحميه من عدوك وعدونا. كن رجلاً."
ثم التقى نارسي بالعرب بالقرب من كسكر، وساعده أبناء ويستهم تيرويه وفندويه، الذين قادوا أجنحة جيش نارسي. قبل وقت قصير من اشتباك الجيش الساساني والجيش العربي، أرسل رستم جالينوس على رأس جيش أرمني لمساعدة نارسي. ومع ذلك، عندما وصل إلى كسكر، كان نارسي قد هُزم وهرب بالفعل. ثم هزم العرب جيش جالينوس. ما حدث لنارسي بعد ذلك غير معروف.